# Kelvin-Helmholcov mehanizam
Kelvin-Helmholcov mehanizam jeste astrofizički proces u kome oblak gasa, mlada zvezda ili planeta pretvaraju svoju gravitacionu potencijalnu energiju u termalnu energiju i energiju zračenja. Ovo je osnovni mehanizam kojim se oblak gasa dovoljno zagreva da bi u njemu otpočele termonuklearne reakcije i nastala zvezda. Zajedno sa fisijom jezgara teških elemenata, Kelvin-Helmholcov mehanizam je objašnjenje za visoke temperature u jezgrima planeta.
Mehanizam su prvi put predložili Lord Kelvin i Herman fon Helmholc krajem 19. veka kao objašnjenje za izvor energije Sunca i drugih zvezda, predviđajući pomoću mehanizma starost Sunca (a time i Zemlje) od nekoliko miliona do nekoliko desetina miliona godina. Geološki dokazi ukazivali su na starost zemlje od nekoliko milijardi godina, čime je postalo jasno da Kelvin-Helmholcov mehanizam ne može biti izvor Sunčeve energije. Izvor Sunčeve energije, termonuklearna fuzija, otkriven je tek 1930.
Iako Kelvin-Helmholcov mehanizam nije, kao što je prvobitno pretpostavljeno, osnovni izvor zvezdane energije, pretpostavke mehanizma su fizički utemeljene i univerzalne i zbog toga mehanizam objašnjava mnoge astrofizičke pojave.

## Fizika mehanizma
Kelvin-Helmholcov mehanizam predstavlja proces pretvaranja gravitacione energije sistema u termalnu energiju i energiju zračenja. Uslov za odigravanje ovog procesa jeste da svi izvori energije sistema (oblak gasa ili planeta na primer), unutrašnji i spoljašnji, nisu dovoljni da nadohnade energiju koju sistem izrači putem termalnog zračenja. U ovim sistemima, granična površina sistema je toplija od okoline, pa je fluks termalnog zračenja negativan za sistem. Ukoliko sistem nema drugih izvora energije da nadohnadi gubitke, doći će do hlađenja sistema, a stoga i do gravitacionog skupljanja, pri čemu će se gravitaciona potencijalna energija sistema smanjivati.
Za osnovni opis mehanizama biće razmotren jednostavan sistem - oblak međuzvezdanog gasa. Pretpostavlja se da je oblak sferno simetričan i homogen u svakom trenutku, zarad jednostavnosti. Ova aproksimacija je gruba, i za realniji račun bilo bi potrebno detaljnije razmatrati termodinamiku gasa u gravitacionom polju, na primer kao prilikom izvođenja barometarske formule, međutim navedene aproksimacije dovoljne su za kvalitativno tačan opis i kvantitativni uvid u red veličine procesa.
Neka je masa oblaka M i njegov poluprečnik R1 u početnom stanju, a R2 u krajnjem stanju. Gravitaciona potencijalna energija U) sistema sa gustinom mase ρ(r) data Njutnovim zakonom gravitacije jeste:
{\displaystyle U=-\gamma \int _{V_{sistema}}\int _{V_{sistema}}{\frac {\rho ({\vec {r'}})\rho ({\vec {r}})}{|{\vec {r'}}-{\vec {r}}|}}dV'dV}
gde je γ univerzalna gravitaciona konstanta. Za gravitacione potencijalne energije sistema u početnom i krajnjem stanju, gornja formula daje:
{\displaystyle U_{1}=-\gamma \rho _{1}^{2}\int _{0}^{R_{1}}\int _{0}^{R_{1}}{\frac {1}{|r-r'|}}16\pi ^{2}r^{2}r'^{2}dr=-{\frac {3\gamma M^{2}}{5R_{1}}}}
{\displaystyle U_{2}=-{\frac {3\gamma M^{2}}{5R_{2}}}}
U uobičajenom slučaju oblaka međuzvezdanog gasa koji se sažija u protozvezdu prečnik konačnog stanja u kome kolaps prestaje (blizak prečniku stabilne zvezde), tj. prečnik pri kome se oblak dovoljno zagreje usled kolapsa da termonuklearne reakcije otpočnu i zaustave kolaps jeste nekoliko redova veličina manji od početnog poluprečnika oblaka, pa se gravitaciona potencijalna energija početnog stanja može zanemariti u odnosu na konačnu gravitacionu potencijalnu energiju budući da su energije obrnuto srazmerne poluprečniku sistema. U strožijem razmatranju u kome gustina oblaka ne ostaje homogena tokom kolapsa dato razmatranje ne bi važilo kvantitativno, ali osvnovni rezultat, da se pri kolapsu gravitaciona potencijalna energija smanji bi ostao tačan. U datom razmatranju je, dakle, promena gravitacione početne energije, ΔU približno:
{\displaystyle \Delta U=U_{2}-U_{1}\approx U_{2}=-{\frac {3\gamma M^{2}}{5R_{2}}}}
Prema virijalnoj teoremi koja važi generalno za sisteme koji intereaguju gravitaciono, negativna srednja vrednost po vremenu gravitacione potencijalne energije jednaka je dvostrukoj srednjoj vrednosti po vremenu kinetičke energije sitema, koja je za sistem sa mnogo čestica kao što je oblak gasa, zapravo termalna energija sistema (Et:
{\displaystyle 2<E_{t}>=-<U>}
Usrednjene veličine po vremenu predstavljaju stvarne vrednosti za sistem kada je vreme odigravanja procesa veliko u odnosu na vreme oscilacija u sistemu, kao što i jeste za posmatrani proces sažimanja koji se odvija milionima godina. Prema zakonu održanja energije za neizolovani sistem, negativna promena energije sistema jednaka je energiji koja prođe kroz granicu sistema. U slučaju razmatranog oblaka gasa ukupna energija sistema sastoji se od gravitacione potencijalne energije i termalne energije, a energiju sistem gubi putem zračenja (Ez. Za usrednjene veličine po vremenu zakon održanja energije glasi:
{\displaystyle E_{t}+\Delta U=E_{z}}
Iz zakona održanja energije i virijalne teoreme sledi da je izračena energija po apsolutnoj vrednosti jednaka polovini krajnje gravitacione potencijalne energije oblaka:
{\displaystyle E_{z}=-{\frac {1}{2}}\Delta U={\frac {3\gamma M^{2}}{10R_{1}}}}
Virijalna teorema i zakon održanja energije u izloženom obliku su univerzalni za sisteme koji intereaguju samo gravitaciono, stoga ovaj deo razmatranja ne zavisi od konkretne raspodele gustine sistema nakon sažimanja. 
Ukoliko bi se pretpostavilo, kao što je učinio Lord Kelvin, da je izvor Sunčeve energije gravitaciono sažimanje uz pretpostavku da je Sunce tokom svoje istorije zračilo konstantno i onoliko koliko zrači danas, dobila bi se sledeća procena starosti Sunca:
{\displaystyle {\frac {E_{z}}{L_{\bigodot }}}\approx {\frac {1.1\times 10^{41}\ \mathrm {J} }{3.9\times 10^{26}\ \mathrm {W} }}\approx 8.900.000\ \mathrm {godina} }
gde je sa {\displaystyle L_{\bigodot }} označena luminoznost Sunca koja se u Kelvinovo vreme lako mogla proceniti merenjem solarne konstante na Zemlji.
Iz dobijenog reda veličine za starost Sunca sledi da bi Sunce moralo biti mlađe od Zemlje, te da gravitacioni kolaps nije mehanizam kojim stabilna zvezda dobija svoju energiju. Razmatranje je važno za objašnjenje procesa nastanka zvezde. Početni oblak gasa od kog će zvezda nastati se sažima i zrači. Prilikom sažimanja, oblak se iz zagreva, jer je dobijeno takođe i:
{\displaystyle E_{t}=-{\frac {1}{2}}\Delta U={\frac {3\gamma M^{2}}{10R_{2}}}}
tj. polovina gravitacione energije oblaka prilikom sažimanja se pretvara u termalnu energiju.
Ukoliko se pretpostavi da je oblak u lokalnoj termalnoj ravnoteži tokom sažimanja, te da se sastoji od vodonika, što je za zvezde dobra aproksimacija, može se na osnovu elementarne termodinamike (teorema o ekviparticiji) proceniti temperatura gasa (T) u zavisnosti od mase i poluprečnika oblaka:
{\displaystyle {\frac {3k_{B}T}{2m_{p}}}=E_{t}=-{\frac {1}{2}}\Delta U={\frac {3\gamma M^{2}}{10R_{2}}}}
gde je mp masa vodonikovog atoma približno jednaka masi protona, a kB Bolcmanova konstanta.
Ukoliko je poznata temperaturu otpočinjanja reakcija termonuklearne fuzije za datu gustinu, iz dobijene relacije može se proceniti stabilni poluprečnik zvezde za datu masu. Takođe, relacija omogućava i određivanje granične mase oblaka ispod koje u oblaku nikada ne otpočinje termonuklearna fuzija vodonika, tj. ne rađa se zvezda već nastaju planeta ili smeđi patuljak, međutim za određivanje ove granice potrebno je razmotriti i uslove pod kojima u početnom oblaku može započeti kolaps, što daje pravu donju granicu mase zvezde nazvanu Džinsova masa. Džinsova masa iznosi oko 0,08 masa Sunca.

## Posledice mehanizma
Kelvin-Helmholcov mehanizam određuje energijski bilans prilikom sažimanja oblaka gasa pri nastanku zvezde, kao što je već razmotreno u primeru koji pojašnjava fiziku mehanizma. Usled termalne energije koju mehanizam obezbeđuje, oblak se zagreva sve dok ne dostigne u svom središtu temperaturu potrebnu za početak odigravanja termonuklearnih reakcija. Tada se rađa zvezda, a sažimanje prestaje, te Kelvin-Helmholcov mehanizam nije izvor energije za zvezde tokom stabilnog perioda.
Kelvin Helmholcov mehanizam ostaje izvor energije za sisteme u kojima termonuklearne reakcije ne mogu početi da se odigravaju usled nedostizanja potrebne temperature, kao što su neki braon patuljci i planete. Kelvin-Helmholcovim mehanizmom se većinski objašnjava činjenica da Jupiter zrači znatno više enerije nego što je prima od Sunca zbog čega je i temperatura na Jupiteru znatno viša od očekivane.
I drugi gasni džinovi Sunčevog sistema imaju dodatan izvor energije u vidu Kelvin-Helmholcovog sažimanja, ali su skale manje nego za Jupiter. 
Kelvin-Helmholcov mehanizam delimično je uzrok i za geološku aktivnost Zemlje i drugih planeta. Drugi faktor koji je izvor geotermalne energije jeste raspad izotopa teških elemenata u unutrašnjosti Zemlje. Zajedno, ova dva mehanizma su zagrejala mladu Zemlju. Zemljina kora se ohladila do termalne ravnoteže sa okolinom, ali unutrašnjost je i dalje zagrejana što uzrokuje geološku aktivnost Zemlje (pomeranje litosfernih ploča, zemljotresi, vulkani).

## Literatura
- Opšta astrofizika, Vukićević-Karabin Mirjana, Atanacković Olga, pp. 72-74, 2010, Zavod za udžbenike i nastavna sredstva  978-86-17-16947-1